# Noiseau
Noiseau is een gemeente in het Franse departement Val-de-Marne (regio Île-de-France) en telt 3971 inwoners (1999). De plaats maakt deel uit van het arrondissement Nogent-sur-Marne.

## Geografie
De oppervlakte van Noiseau bedraagt 4,5 km², de bevolkingsdichtheid is 882,4 inwoners per km².
De onderstaande kaart toont de ligging van Noiseau met de belangrijkste infrastructuur en aangrenzende gemeenten.

## Demografie
Onderstaande figuur toont het verloop van het inwonertal (bron: INSEE-tellingen).